# 1946–1947-es spanyol labdarúgó-bajnokság (másodosztály)
A Segunda División 1946-47-es szezonja volt a bajnokság tizenhatodik kiírása. A bajnokságban 14 csapat vett részt, a győztes a CD Alcoyano lett.

## Végeredmény
| Key to colors in league table: |
| Feljutott                      |
| Rájátszás                      |
| Osztályozó                     |
| Kiesett                        |

| #  | Klub                   | M  | P  | Gy | D | V  | RG | KG | GK  |
| -- | ---------------------- | -- | -- | -- | - | -- | -- | -- | --- |
| 1  | CD Alcoyano            | 26 | 38 | 16 | 6 | 4  | 64 | 36 | +28 |
| 2  | Gimnàstic de Tarragona | 26 | 35 | 16 | 3 | 7  | 67 | 42 | +25 |
| 3  | Real Sociedad          | 26 | 32 | 13 | 6 | 7  | 55 | 37 | +18 |
| 4  | Hércules CF            | 26 | 30 | 14 | 2 | 10 | 48 | 44 | +4  |
| 5  | RCD Mallorca           | 26 | 26 | 13 | 0 | 13 | 47 | 48 | -1  |
| 6  | Levante UD             | 26 | 26 | 12 | 2 | 12 | 62 | 53 | +9  |
| 7  | Granada CF             | 26 | 25 | 10 | 5 | 11 | 36 | 51 | -15 |
| 8  | RCD Córdoba            | 26 | 24 | 9  | 6 | 11 | 38 | 41 | -3  |
| 9  | Málaga                 | 26 | 23 | 8  | 7 | 11 | 38 | 44 | -6  |
| 10 | Club Ferrol            | 26 | 22 | 9  | 4 | 13 | 48 | 62 | -14 |
| 11 | Barakaldo AH           | 26 | 21 | 10 | 1 | 15 | 58 | 59 | -1  |
| 12 | Real Santander         | 26 | 21 | 7  | 7 | 12 | 38 | 54 | -16 |
| 13 | Zaragoza FC            | 26 | 21 | 9  | 3 | 14 | 42 | 47 | -5  |
| 14 | Real Betis Balompié    | 26 | 20 | 8  | 4 | 14 | 37 | 60 | -23 |

## Rájátszás
| 1. csapat      | Eredmény | 2. csapat     |
| -------------- | -------- | ------------- |
| Real Murcia CF | 0–2      | Real Sociedad |

## Osztályozó
| 1. csapat        | Eredmény | 2. csapat  |
| ---------------- | -------- | ---------- |
| Racing Santander | 1–3      | Valladolid |